# Zanclea baudini
Zanclea baudini är en nässeldjursart som beskrevs av Lisa-ann Gershwin och Wolfgang Zeidler 2003. Zanclea baudini ingår i släktet Zanclea och familjen Zancleidae. Inga underarter finns listade i Catalogue of Life.